# Eleusi (mitologia)
Nella mitologia greca Eleusi è l'eponimo fondatore della città di Eleusi, in Attica, città strettamente legata al culto di Demetra.

## Genealogia
Eleusi era figlio del dio Ermes e dell'oceanina Daira, o secondo altri, di Ogigo. Secondo una versione fu padre di Celeo, mentre Paniassi lo indica come padre di Trittolemo, indicato altrove come suo nipote. Altre volte è invece indicato come una figura femminile

## Mitologia
Igino attribuisce a questo personaggio un mito che altre volte riguarda il figlio Celeo: secondo questa versione, Eleusi e la moglie avevano appena avuto il figlio Trittolemo, quando ricevettero la visita di Demetra. La dea decise di allevare il figlio, nutrendolo di latte divino di giorno e esponendolo al fuoco alla notte, in modo da farlo crescere più velocemente. Eleusi però intervenne a interrompere il rituale del fuoco, e venne per questo ucciso dalla dea.